# 徳化県
徳化県（とくか-けん）は中華人民共和国福建省に位置する省直轄の県であり、しばらくの間、泉州市の代理管轄下に置かれている。付近では磁器の原料となるカオリナイトが豊富に採れるため、古くから陶磁器生産が盛んである。同県で焼かれる上質な乳白色の白磁は玉や象牙に喩えられ、「玉磁」と呼ばれ珍重される。中国三大磁都の一つでもある。

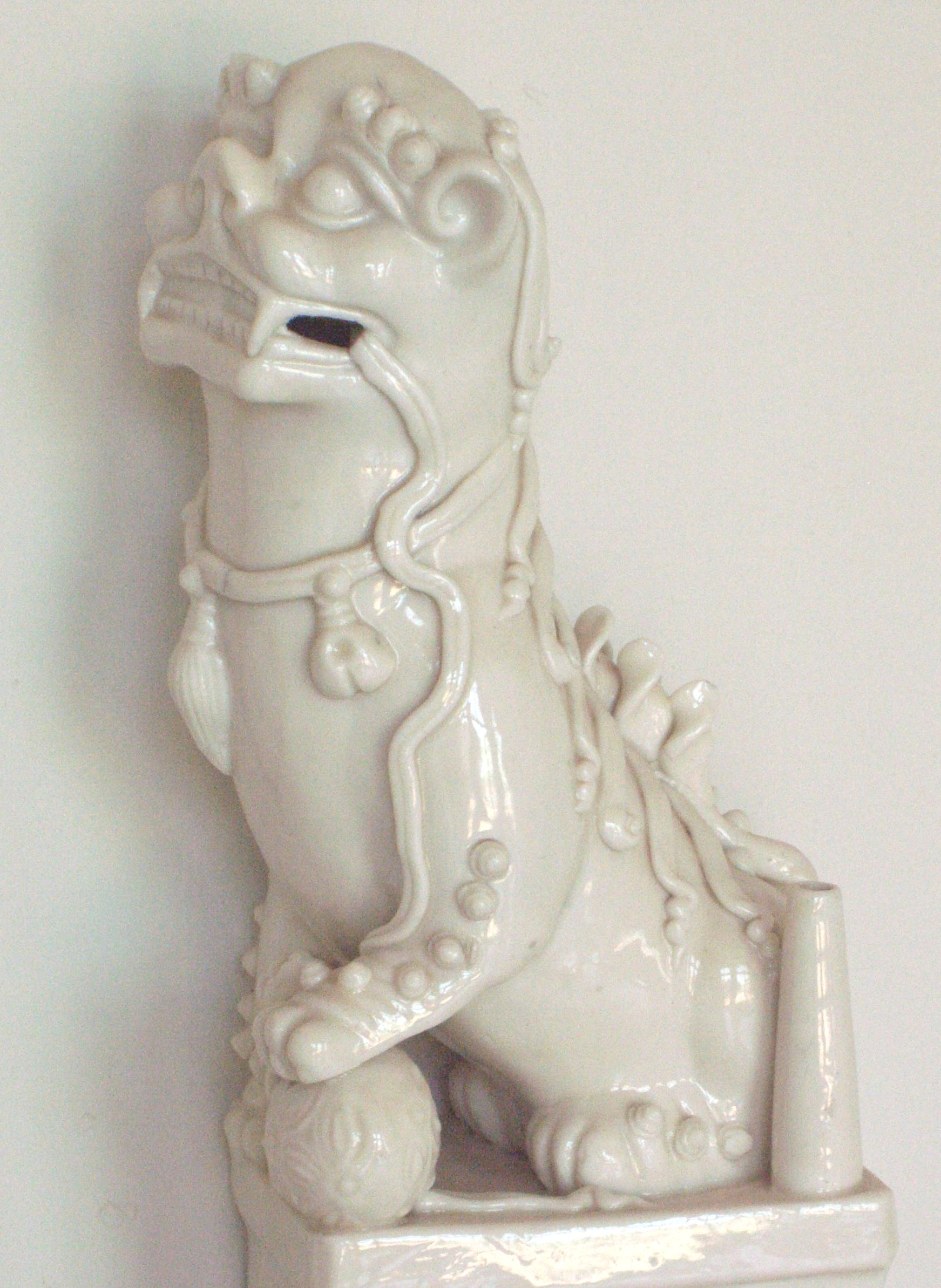
明代に徳化で製造された麒麟をかたどった磁器

## 行政区画
下部に12鎮、6郷を管轄する
- 鎮
  - 潯中鎮、竜潯鎮、三班鎮、竜門灘鎮、雷峰鎮、南埕鎮、水口鎮、赤水鎮、上涌鎮、葛坑鎮、蓋徳鎮、美湖鎮
- 郷
  - 楊梅郷、湯頭郷、桂陽郷、国宝郷、大銘郷、春美郷

## 交通

### 鉄道
- 中国国家鉄路集団
  - 興泉線（中国語版）
    - 徳化駅

### 道路
- 高速道路
  -  沙廈高速道路（中国語版）
- 国道
  - G355国道（中国語版）